# Henner Sudfeld
Henner Sudfeld (* um 1964) ist ein deutscher Badmintonspieler. 

## Karriere
Henner Sudfeld gewann 1983 für den SC Union 08 Lüdinghausen startend die westdeutsche Juniorenmeisterschaft im Herrendoppel mit Markus Kleymann. Erst sieben Jahre später machte er wieder auf sich aufmerksam, als er Bronze bei den deutschen Meisterschaften im Herreneinzel gewann. Ein Jahr später wurde er sogar deutscher Meister im Einzel, wobei er im Endspiel durch für damalige Verhältnisse unkonventionelle Spielkleidung für Aufsehen sorgte.

## Sportliche Erfolge
| Saison    | Veranstaltung                        | Disziplin    | Platz | Name                                                        |
| --------- | ------------------------------------ | ------------ | ----- | ----------------------------------------------------------- |
| 1982/1983 | Westdeutsche Einzelmeisterschaft U18 | Herrendoppel | 1     | Markus Kleymann / Henner Sudfeld (SC Union 08 Lüdinghausen) |
| 1989/1990 | Deutsche Einzelmeisterschaft         | Herreneinzel | 3     | Henner Sudfeld (1. BV Mülheim)                              |
| 1990/1991 | Deutsche Einzelmeisterschaft         | Herreneinzel | 1     | Henner Sudfeld (BC Eintracht Südring Berlin)                |